# Староцурухайтуй 1-й
Староцуруха́йтуй 1-й — село в Приаргунском районе Забайкальского края России. Входило в сельское поселение Староцурухайтуйское.

## География
Расположено на российско-китайской границе в излучине реки Аргунь, в 27 км к юго-востоку от Приаргунска. Представляет собой южную часть бывшего единого до 2013 года села Староцуруха́йтуй. Этимология названия: по-бурятски сурхай, по-эвенкийски сурука одинаково означают «щука», сурхайта — «щучье».

## Население
| 2021 |
| ---- |
| 0    |

## История
Решение о создании нового села путём выделения  западной части села Урулюнгуй в отдельный населенный пункт было принято в 2013 году, предполагая наименование Староцурухайтуй 2-й. В 2018 году было принято решение об изменении предполагаемого названия на Староцурухайтуй 1-й. Окончательное название нового села на Староцурухайтуй 1-й на федеральном уровне утверждено в 2018 году.